# Teplice nad Bečvou
Teplice nad Bečvou település Csehországban, Přerovi járásban. Teplice nad Bečvou Ústí, Opatovice és Hranice településekkel határos. Lakosainak száma 455 fő (2024. január 1.).

## Népesség
A település lakosságának változását az alábbi diagram mutatja:
| Lakosok száma | 232  | 219  | 239  | 346  | 368  | 376  | 385  | 384  | 412  | 455  |
|               | 1869 | 1900 | 1921 | 1961 | 1980 | 2011 | 2016 | 2019 | 2021 | 2024 |